# Byeolmuban
Byeolmuban is de naam van een speciale legereenheid ten tijde van de Goryeodynastie in Korea (918 – 1392). Het woord byeol betekent 'ster' en muban betekent leger. De byeolmuban werd in 1104 door koning Sukjong van Goryeo opgericht.
Deze legereenheid werd opgericht op aanraden van Yoon Gwan om te strijden tegen de Jurchen die vanuit het noordwesten het Koreaanse schiereiland aanvielen. De Jurchen waren kundige ruiters en de infanteristen van Goryeo moesten het dan ook vaak tegen hen afleggen. De byeolmuban bestond dan ook uit drie divisies; infanteristen (sinbogun, 神步軍), cavalerie (sinmugun, 神騎軍) en een leger van Boeddhistische monniken (hangmagun, 神步軍).
In het tweede regeringsjaar van koning Yejong van Goryeo viel het 170.000 soldaten tellende leger Jurchen binnen en bezette het. Strubbelingen aan het Goryeo hof zorgden er echter voor dat Goryeo zich later weer terugtrok uit het bezette gebied.